# Weddellsäl
Weddellsälen (Leptonychotes weddellii) är en sälart som förekommer vid Antarktis. Den är uppkallad efter weddellhavet som är sydligaste delen av Atlanten som i sin tur är uppkallad efter sydpolsfararen James Weddell.
Det vetenskapliga släktnamnet är sammansatt av de gammalgrekiska orden leptos (smal) och onychos (klo/nagel) samt an tillägget -otes (ägande).

## Utseende
Weddelsälen har en stålgrå färg med vita eller gula fläckar på huden. Varje sommar bleknar färgarna. Unga djur är ofläckade. Hannarna är i genomsnitt 250 cm långa (maximalt 297 cm) och honorna är med en längd omkring 260 cm (maximalt 330 cm) något större. Vikten för båda kön varierar under våren mellan 400 och 450 kg. I motsats till andra sälarter i Antarktis är huvudet ganska litet. De övre hörntänderna och de övre yttre framtänderna är nästan horisontala vad som skiljer arten från alla andra öronlösa sälar.
Tandformeln är I 2/2 C 1/1 P 3/3 M 2/2, och de har alltså 32 tänder.

## Förekommande
Weddellsälen lever inom packisbältet runt Antarktis. På vintern flyttar de vanligen inte längre norrut än Sydgeorgien. Därför öppnar de med tänderna hål i isen för att kunna andas. Isflak som redan är tjockare än 10 centimeter är för svåra för sälen att ta sig igenom men befintliga hål hålls kontinuerligt öppna tills packisen är en eller två meter tjock. Arten förekommer sparsamt i Australien, Nya Zeeland och vid Falklandsöarna och under vandringar kan vissa individer nå Uruguays kustlinje.

## Ekologi
På isen har weddellsälar inga fiender och är tunga och långsamma. Men i vattnet blir de ibland angripna av späckhuggare. Under flykten simmar sälarna direkt under isytan så att de blir lite mer skyddade.
De uppvisar inget tydligt socialt beteende men ibland syns flera individer i närheten av hål eller rännor i isen. Födan består huvudsakligen av fisk som Dissostichus mawsoni och ibland äter de bläckfiskar eller andra blötdjur. När weddellsälar dyker efter födan når de ibland 600 meters djup och förblir omkring en timme i vattnet (82 minuter). Oftast når de mellan 200 och 400 meters djup. De fiskar vanligen i en serie med 8 till 15 minuter långa dykningar med 2 till 4 minuter långa pauser vid hålet. När de simmar vågrätt når de en hastighet mellan 8 och 12 km/h. Under fisketuren är sälarna ibland 12 kilometer från lufthålet.
Utanför parningstiden är könsmogna individer ofta aggressiva mot varandra. Yngre individer håller därför vanligen till i havsområden som inte helt är täckta av is. Hannar försvarar 750 till 20 000 m² stora revir kring sina hål.
Vanligen parar sig en hanne med flera honor. Parningen äger rum mellan september och december men sedan vilar ägget vanligen till januari innan den egentliga dräktigheten börjar. Själva dräktigheten varar i 9 till 10 månader och ungarna (oftast en per hona) föds i september/oktober (vid Sydgeorgien en eller två månader tidigare). Då födelsen vanligen sker på packisen kring Antarktis måste ungdjuret uthärda en temperaturskillnad på upp till 55 °C. Vid födelsen har ungen en vikt omkring 30 kg, en längd på cirka 150 cm och enfärgad grå päls. Efter ungefär 9 dagar tar honan ungdjuret med till lufthålet för ett första simförsök. Efter cirka fyra veckor liknar ungen de vuxna individerna. Honan ger di i ungefär 6 till 7 veckor och parar sig sedan igen. Efter cirka 3 år är ungdjuret könsmoget. Hannar måste strida om rätten att para sig och därför får de sina första avkomna vanligen efter 6 till 8 år. Livslängden är vanligen upp till 10 år och den äldsta kända individen blev omkring 20 år gammal.

## Hot
Späckhuggaren och leopardsälen, som ibland dödar ungdjur, är artens enda naturliga fiender. Under de tidiga Antarktisexpeditionerna jagades weddellsälen som mat för besättningen och slädhundarna. Denna jakt slutade under 1980-talet och sedan återhämtade sig populationen snabbt. En noggrann undersökning av populationen saknas men uppskattningar av dess storlek ligger mellan 500 000 och en miljon individer. Därför och på grund av det stora utbredningsområde listas arten av IUCN som livskraftig (Least Concern).